# Spiomenia
Spiomenia is een geslacht van wormmollusken uit de  familie van de Simrothiellidae.

## Soorten
- Spiomenia phaseolosa Todt & Salvini-Plawen, 2003
- Spiomenia praematura Todt & Salvini-Plawen, 2003
- Spiomenia pusilla Gil-Mansilla, García-Álvarez & Urgorri, 2009
- Spiomenia spiculata Arnofsky, 2000